# Червонохвильська сільська рада
Червонохви́льська сільська́ ра́да — адміністративно-територіальна одиниця та орган місцевого самоврядування в Великобурлуцькому районі Харківської області. Адміністративний центр — селище Червона Хвиля.

## Загальні відомості
- Червонохвильська сільська рада утворена 21 січня 1977 року.
- Територія ради: 69,14 км²
- Населення ради: 1 430 осіб (станом на 2001 рік)

## Населені пункти
Сільській раді підпорядковані населені пункти:
- с-ще Червона Хвиля
- с-ще Зелений Гай
- с-ще Куп'єваха
- с-ще Нова Олександрівка

## Склад ради
Рада складається з 16 депутатів та голови.
- Голова ради: Чухіль Наталія Олексіївна
- Секретар ради: Севостянова Марія Михайлівна

### Керівний склад попередніх скликань
| Прізвище, ім'я, по батькові        | Основні відомості                                                         | Дата обрання | Дата звільнення |
| ---------------------------------- | ------------------------------------------------------------------------- | ------------ | --------------- |
| Пристенський Володимир Олексійович | Сільський голова, 1960 року народження, безпартійний                      | 26.03.2006   | 01.02.2010      |
| Чухіль Наталія Олексіївна          | Сільський голова, 1957 року народження, освіта вища, позапартійна         | 20.06.2010   | 31.10.2010      |
| Чухіль Наталія Олексіївна          | Сільський голова, 1957 року народження, освіта вища, член Партії регіонів | 31.10.2010   |                 |

Примітка: таблиця складена за даними сайту Верховної Ради України

### Депутати
За результатами місцевих виборів 2010 року депутатами ради стали:

#### За суб'єктами висування
| Суб'єкт висування            | Кількість обраних депутатів | %    |
| ---------------------------- | --------------------------- | ---- |
| Партія регіонів              | 13                          | 81,3 |
| Самовисування                | 2                           | 12,5 |
| Соціалістична партія України | 1                           | 6,3  |

#### За округами
| № округу                     | Прізвище, ім'я, по батькові   | Дата визнання обраним | Освіта             | Партійна приналежність                  | Відомості про обраного депутата                               |
| ---------------------------- | ----------------------------- | --------------------- | ------------------ | --------------------------------------- | ------------------------------------------------------------- |
| Партія регіонів              |                               |                       |                    |                                         |                                                               |
| 2                            | Васеленко Сергій Анатолійович | 04.11.2010            | середня            | член Політичної партії «Сильна Україна» | Балаклійське МУВГ, оглядач гідротехнічних споруд              |
| 3                            | Товкан Василь Йосипович       | 04.11.2010            | вища               | позапартійний                           | Храм різдва Пресвятої Богородиці, настоятель храму            |
| 4                            | Шаповалова Лариса Анатоліївна | 04.11.2010            | вища               | член Партії регіонів                    | Балаклійське МУВГ, начальник гідровузла                       |
| 5                            | Геращенко Тетяна Борисівна    | 04.11.2010            | вища               | член Партії регіонів                    | Червонохвильський НВК, вчитель                                |
| 6                            | Іванова Зінаїда Григорівна    | 04.11.2010            | середня            | член Партії регіонів                    | ДПДГ «Червона Хвиля», інженер господарчо-будівельної дільниці |
| 8                            | Севостянова Марія Михайлівна  | 04.11.2010            | середня спеціальна | член Партії регіонів                    | Червонохвильська с/р, секретар                                |
| 10                           | Губанов Володимир Борисович   | 04.11.2010            | вища               | член Партії регіонів                    | ДПДГ «Червона Хвиля», гол. агроном                            |
| 11                           | Ліщина Олександр Петрович     | 21.04.2013            | вища               | член Партії регіонів                    | Червонохвильськи НВК, робітник по ремонту приміщень           |
| 12                           | Галян Людмила Олександрівна   | 04.11.2010            | середня спеціальна | член Партії регіонів                    | тимчасово не працює                                           |
| 13                           | Єгоров Дмитро Костянтинович   | 04.11.2010            | вища               | член Партії регіонів                    | Інститут рослинництва ім. В. Я. Юр'єва, зав лабораторією      |
| 14                           | Христюк Світлана Михайлівна   | 04.11.2010            | середня спеціальна | член Партії регіонів                    | ДПДГ «Червона Хвиля», гол. бухгалтер                          |
| 15                           | Пільгуй Євгеній Васильович    | 04.11.2010            | вища               | член Партії регіонів                    | ДПДГ «Червона Хвиля», гол. вет. лікар                         |
| 16                           | Лошак Іван Андрійович         | 04.11.2010            | середня            | член Партії регіонів                    | ДПДГ «Червона Хвиля», керуючий відділу                        |
| Соціалістична партія України |                               |                       |                    |                                         |                                                               |
| 1                            | Титаренко Генадій Леонідович  | 04.11.2010            | вища               | позапартійний                           | ДПДГ «Червона Хвиля», гол.інженер                             |
| Самовисування                |                               |                       |                    |                                         |                                                               |
| 7                            | Хайло Олександр Миколайович   | 08.11.2010            | вища               | позапартійний                           | приватне підприємство, керівник                               |
| 9                            | Хайло Сергій Миколайович      | 04.11.2010            | вища               | позапартійний                           | приватне підприємство, керівник                               |